# 船越町 (横須賀市)
船越町（ふなこしちょう）は、神奈川県横須賀市の地名。現行行政地名は船越町一丁目から船越町八丁目。住居表示は八丁目のみ実施（他は未実施）。

## 地理
横須賀市の北部にある田浦地区に属し、北西に湘南鷹取、北に追浜町と浜見台、北東に追浜東町と浦郷町、南に田浦港町と田浦町と港が丘、西に逗子市沼間と接している。

### 地価
住宅地の地価は、2023年（令和5年）1月1日の公示地価によれば、船越町2丁目15番6の地点で12万8000円/m2となっている。

## 世帯数と人口
2023年（令和5年）4月1日現在（横須賀市発表）の世帯数と人口は以下の通りである。
| 丁目         | 世帯数    | 人口    |
| ------------ | --------- | ------- |
| 船越町一丁目 | 281世帯   | 520人   |
| 船越町二丁目 | 369世帯   | 685人   |
| 船越町三丁目 | 413世帯   | 780人   |
| 船越町四丁目 | 374世帯   | 677人   |
| 船越町五丁目 | 140世帯   | 235人   |
| 船越町六丁目 | 1,318世帯 | 2,827人 |
| 船越町七丁目 | 720世帯   | 1,324人 |
| 船越町八丁目 | 530世帯   | 1,235人 |
| 計           | 4,145世帯 | 8,283人 |

### 人口の変遷
国勢調査による人口の推移。
| 年                 | 人口   |
| ------------------ | ------ |
| 1995年（平成7年）  | 9,389  |
| 2000年（平成12年） | 10,257 |
| 2005年（平成17年） | 10,046 |
| 2010年（平成22年） | 9,573  |
| 2015年（平成27年） | 9,149  |
| 2020年（令和2年）  | 9,068  |

### 世帯数の変遷
国勢調査による世帯数の推移。
| 年                 | 世帯数 |
| ------------------ | ------ |
| 1995年（平成7年）  | 2,809  |
| 2000年（平成12年） | 3,335  |
| 2005年（平成17年） | 3,387  |
| 2010年（平成22年） | 3,492  |
| 2015年（平成27年） | 3,560  |
| 2020年（令和2年）  | 3,633  |

## 学区
市立小・中学校に通う場合、学区は以下の通りとなる（2022年3月時点）。
- 丁目、番・番地等 : 
  - 小学校 : 横須賀市立船越小学校
  - 中学校 : 横須賀市立田浦中学校

## 事業所
2021年（令和3年）現在の経済センサス調査による事業所数と従業員数は以下の通りである。
| 丁目         | 事業所数  | 従業員数 |
| ------------ | --------- | -------- |
| 船越町一丁目 | 81事業所  | 967人    |
| 船越町二丁目 | 6事業所   | 9人      |
| 船越町三丁目 | 6事業所   | 57人     |
| 船越町四丁目 | 6事業所   | 7人      |
| 船越町五丁目 | 25事業所  | 238人    |
| 船越町六丁目 | 33事業所  | 174人    |
| 船越町七丁目 | 15事業所  | 1,492人  |
| 船越町八丁目 | 6事業所   | 59人     |
| 計           | 178事業所 | 3,003人  |

### 事業者数の変遷
経済センサスによる事業所数の推移。
| 年                 | 事業者数 |
| ------------------ | -------- |
| 2016年（平成28年） | 188      |
| 2021年（令和3年）  | 178      |

### 従業員数の変遷
経済センサスによる従業員数の推移。
| 年                 | 従業員数 |
| ------------------ | -------- |
| 2016年（平成28年） | 2,032    |
| 2021年（令和3年）  | 3,003    |

## 交通

### 鉄道
- 京浜急行電鉄本線
  - 京急田浦駅

### 道路
- 国道16号
- 神奈川県道24号横須賀逗子線

## 施設
- 田浦警察署
- 横須賀市立船越小学校
- 横須賀市立田浦中学校

## その他

### 日本郵便
- 郵便番号 : 237-0076[2]（集配局 : 田浦郵便局[15]）。